# 이원면 (태안군)
이원면(梨園面)은 대한민국 충청남도 태안군의 면이다.

## 행정 구역
- 관리
- 내리
- 당산리
- 사창리
- 포지리